# Thomas Wentworth (1er comte de Cleveland)
Thomas Wentworth, 1er comte de Cleveland (1591 - 25 mars 1667), est un général royaliste qui combat pour Charles Ier pendant la Première révolution anglaise.

## Biographie
Il est le fils aîné d'Henry Wentworth, 3e baron Wentworth (1558–1593) et d'Anne Hopton. Son grand-père paternel est Thomas Wentworth (2e baron Wentworth), le dernier Anglais à tenir Calais. Thomas succède à son père en 1593.
En 1614, il hérite d'une tante le domaine de Toddington, Bedfordshire, jusque-là propriété de la famille Cheyney, et il en fait sa résidence principale. En 1626, il est créé comte de Cleveland et, l'année suivante, il sert sous George Villiers (1er duc de Buckingham), dans l'expédition à La Rochelle. Adhérant à la cause du roi Charles Ier dans le différend du roi avec le Parlement d'Angleterre, il assiste son parent Thomas Wentworth, 1er comte de Strafford, lors de son exécution, et est ensuite général du côté royaliste dans la guerre civile jusqu'à ce qu'il soit fait prisonnier à la Seconde bataille de Newbury en 1644. Cleveland commande un régiment de cavalerie lors de la bataille de Worcester en 1651, lorsqu'il est de nouveau fait prisonnier, et il reste à la Tour de Londres jusqu'en 1656.
Son extravagance précoce et la guerre ont considérablement réduit ses domaines, et le manoir Nettlestead est vendu en 1643. Cleveland est décrit par Edward Hyde (1er comte de Clarendon), comme "un homme de courage et un excellent officier"; sa charge de cavalerie à la bataille de Cropredy Bridge, où il met en déroute la cavalerie parlementaire de John Middleton puis avec Lord Wilmot mène une autre charge qui capture l'artillerie parlementaire, est l'un des moments les plus brillants de la guerre civile, et c'est sa bravoure et sa présence d'esprit qui permettent au roi Charles II de s'échapper de Worcester.
À sa mort, le 25 mars 1667, le comté de Cleveland s'éteint. Il survit à son fils, qu'il a eu avec Anne Crofts (d. 1638), Thomas Wentworth (5e baron Wentworth) (c. 1613-1665), qui est appelé à la Chambre des Lords du vivant de son père en tant que baron Wentworth, et dont la fille, Henrietta Wentworth (6e baronne Wentworth), devient baronne Wentworth en son propre droit.